# Kastespyd
Et kastespyd er et spyd, der bruges til at kaste med. Det adskiller sig fra en lanse, der er et stikvåben. Kastespyd blev brugt i antikken, til der blev udviklet buer og pile, der kunne gøre lige stor skade som et kastespyd. Spydkast var en vigtig del af den militære oplæring både i Oldtidens Grækenland og Romerriget, og spydkast er fortsat en klassisk øvelse i de Olympiske lege.
Kastespyd er et af de ældste våben i menneskets arsenal. Der er fundet flintspidser fra kastespyd som er 280.000 år gamle i Etiopien. Flere træspyd med ildhærdede spids er fundet ved Schöningen i Tyskland og er ca. 400.000 år gamle og har sandsynligvis været lavet af neandertalere eller Homo heidelbergensis. For at øge rækkevidden på våbnene har flere kulturer udviklet kastetræ.
I antikken brugte grækerne soldater, peltaster, som angreb fjenden med små, lette kastespyd.
Romerske soldater kastede dem på fjenden lige før de gik i nærkamp. Disse kastespyd hed pilum og havde en speciel konstruktion med en lang uhærdet modhage bag spidsen, som bøjede sig når spyddet ramte målet eller jorden, så modstanderne ikke kunne kaste dem tilbage. Senere udviklede de en lettere variant en spiculum og en kort kastepil en plumbata.
I Norden blev kastespyd brugt af vikingerne, og det hed sig, at Olav Tryggvason (963-1000) kunne kaste to spyd samtidigt. Det er dog usandsynligt, at det blev brugt i kamp, da kraft, præcision og rækkevidde i to kast vil være langt ringere end i ét.